# Nieuw Bergen

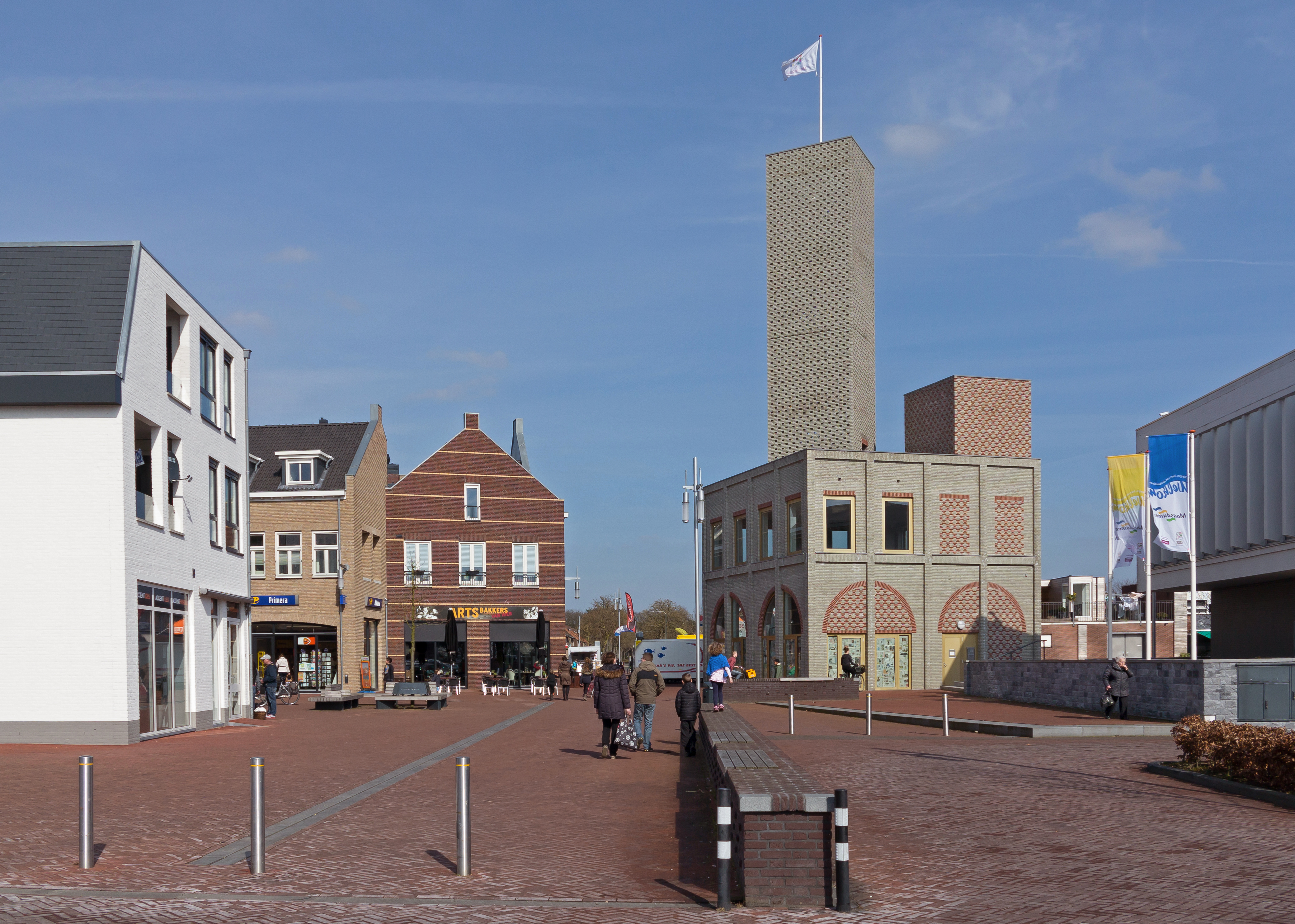
Markant torengebouw op het Raadhuisplein

Nieuw Bergen (Noord-Limburgs: Ni-j Berge) vormt samen met (Oud) Bergen het dorp Bergen, gelegen in het noorden van Nederlands Limburg. Nieuw Bergen is de grootste woonkern van de gemeente Bergen. Hier is ook het gemeentehuis gevestigd.
Nieuw Bergen ligt hemelsbreed gelegen ongeveer 10 kilometer ten noordoosten van Venray, ongeveer 30 kilometer ten zuiden van Nijmegen en ongeveer 28 km ten noorden van Venlo. De dorpen Nieuw Bergen,  (Oud-)Bergen en Aijen tellen samen 5.270 inwoners (2023). Nieuw Bergen, (Oud) Bergen en Aijen vallen voor de postadressen onder het dorp Bergen.

## Geschiedenis
Nieuw Bergen is relatief laat ontstaan ten oosten van (Oud-)Bergen. Na de Tweede Wereldoorlog groeide de bevolking van de gemeente Bergen. Bergen ligt op een flauwe verhoging in het landschap in de uiterwaarden van de Maas. Doordat de uiterwaarden bij hoogwater overstromen, ontbreekt het aan uitbreidingsmogelijkheden bij de oude dorpskern. Daarom werd in 1955 besloten een nieuw woongebied te stichten op de hoger gelegen gronden aan de oostzijde van de Rijksweg. Deze nieuwe woonkern kreeg op 9 juli 1963 de officiële naam Nieuw Bergen.
In 1975 werd in de wijk een kerk gebouwd, als hulpkerk van de parochiekerk van Bergen. De kerk kreeg in 2000 de in 1998 heilig verklaarde Edith Stein als patroon en heet sindsdien Edith Steinkerk (Nieuw-Bergen). In 2004 werd een klokkenstoel met klokje in gebruik genomen.

## Winkelgebied
In 2014 is het centrum van Nieuw Bergen uitgebreid met een nieuw winkelblok met de naam Mosaique. Rondom het centraal gelegen Mosaique bevindt zich het autovrije winkelgebied. Aan de zuidzijde hiervan, naast het gemeentehuis, is een gebouw verrezen met op de begane grond ruimte voor een restaurant. Het heeft een markante toren als landmark voor Bergen.

## Industrie
Bergen bezit een 30 ha groot industrieterrein ‘De Flammert’, waar zich ongeveer 45 bedrijven gevestigd hebben. De Flammert, gelegen aan de weg Venlo-Nijmegen, kent een grote verscheidenheid aan bedrijven. Actief in onder meer de sectoren metaal, kunststof, industriële producten, voedingsmiddelen en transport. Hier bevindt zich ook het hoofdkantoor van Jan Linders Supermarkten.

## Natuur en landschap
(Nieuw) Bergen ligt nabij de Maas. In het zuidwesten vindt men een vlak en laaggelegen rivierlandschap. Parallel aan de Maas stroomt hier in een oude bedding van de Maas de Heukelomse Beek. Het brede dal van deze beek maakt deel uit van de uiterwaarden voor de Maas. Het dal scheidt Bergen van Nieuw Bergen. Wanneer de Maas buiten zijn oevers treedt, staat het Heukelomse Beekdal onder water. Indien de verbindingsweg tussen Bergen en Nieuw Bergen door hoogwater ontoegankelijk is voor verkeer, rijdt er voor de inwoners een door de brandweer en/of het leger verzorgde pendeldienst tussen Nieuw Bergen en het in een "eiland" getransformeerde Bergen.
In het noordoosten liggen rivierduinen met de landgoederen Bleijenbeek, Eckeltse Bergen en Berger Heide. Deze uitgestrekte gebieden, die uit naaldbos, heide, stuifzanden en vennen bestaan, zijn onderdeel van Nationaal Park De Maasduinen. Ten noordoosten daar weer van ligt een lagergelegen voormalig hoogveengebied, dat begin 20e eeuw werd ontgonnen en tegenwoordig een grootschalig landbouwgebied is, dat doorloopt tot in Duitsland.
Ten noorden van Nieuw Bergen ligt de Heukelomse Heide met bos, heide en stuifzand. Hier leeft onder meer de das. Ten zuiden van Bergen, in Well, bevindt zich het bezoekerscentrum van Nationaal Park De Maasduinen.

## Geboren in Nieuw Bergen
- Lieke Martens (1992), voetbalster

## Nabijgelegen kernen
Heukelom, Bergen, Siebengewald, Well, Afferden, Vierlingsbeek
Dorpen: Afferden · Nieuw Bergen · Siebengewald · Well · Wellerlooi

Buurtschappen en gehuchten: Aijen · Beekheuvel · Bergen · Bergsche Heide · Bleijenbeek · Bosscherheide · Elsteren · Gening · Groote Horst · Hengeland · Heukelom · Kamp · Kleine Horst · Knikkerdorp · Koekoek · Lakei · 't Leuken · Op de Belt · Rimpelt · Smal · Tuindorp · Vrij · Zeelberg